# Piveteauia
Piveteauia is een geslacht van uitgestorven coelacanthide vissen met vlezige ledematen uit de familie Whiteiidae. Piveteauia madagascariensis is de enige soort van het geslacht. Het werd ontdekt in het noordwesten van Madagaskar door de Franse paleontoloog Jean-Pierre Lehman in sedimenten uit het Vroeg-Trias, daterend van ongeveer 250 miljoen jaar geleden.

## Etymologie
De geslachtsnaam eert de grote 20e-eeuwse Franse paleontoloog Jean Piveteau.

## Historie
Het holotype-exemplaar MNHN MAE 116 werd in 1952 bestudeerd door Jean-Pierre Lehman. Een tweede fossiel, beter bewaard gebleven dan het eerste, werd in de jaren negentig op dezelfde plek ontdekt en in 1999 beschreven door Gaël Clément.